# Paula Pope

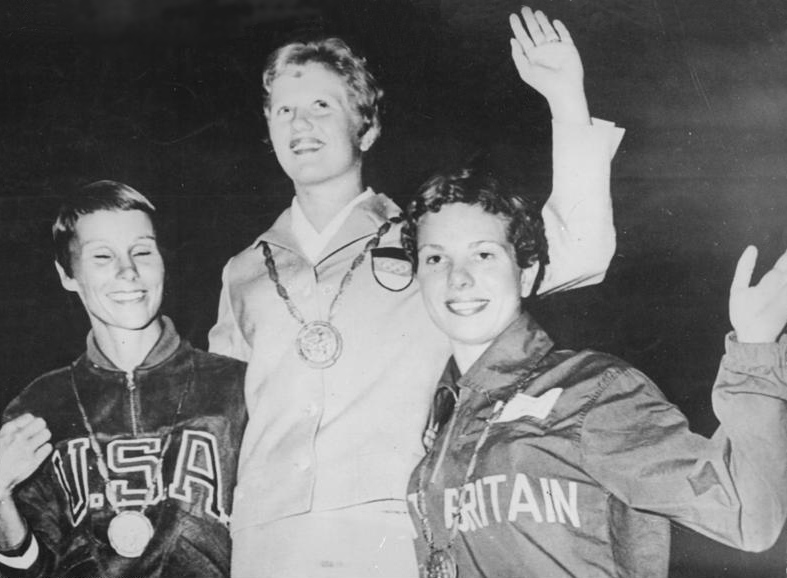
Paula Pope (links) bei der Siegerehrung im Kunstspringen 1960 in Rom

Paula Jean Pope, geboren als Paula Jean Myers, (* 11. November 1934 in Lackawanna, Erie County, New York; † 9. Juni 1995 in Ventura, Kalifornien) war eine US-amerikanische Wasserspringerin, die bei drei Olympischen Spielen Medaillen gewann.
Ihre erste olympische Medaille gewann sie als Paula Myers im Turmspringen bei den Olympischen Spielen 1952 in Helsinki. Mit Silber hinter Patricia McCormick und vor Juno Irwin trug sie zum Dreifacherfolg der Springerinnen aus den Vereinigten Staaten bei. Auch bei den Olympischen Spielen 1956 gewannen diese drei Springerinnen alle drei Medaillen vom Turm. McCormick siegte vor Irwin und Myers.
1957 gewann sie nach dem Rücktritt von McCormick alle fünf Meistertitel der AAU, insgesamt gewann sie elf Meistertitel der AAU. 1958 heiratete sie Karl Pope. Bei den Panamerikanischen Spielen 1959 gewann Pope die Wettbewerbe im Kunstspringen und im Turmspringen. Bei den Olympischen Spielen 1960 sollte sie die Siegesserie der US-Springerinnen fortsetzen, die seit 1924 sowohl vom Brett als auch vom Turm alle Goldmedaillen gewonnen hatten. Aber die junge Ingrid Krämer aus Dresden war von Pope nicht zu schlagen, Pope gewann hinter Krämer beide Silbermedaillen.
1957 schloss sie ihr Studium an der University of Southern California ab. Nach ihrer Karriere arbeitete sie als Trainerin in der Schwimmschule von Samuel Lee. Später betrieb sie mit ihrem Mann in Ojai einen Club für Racquetball, Tennis und Schwimmen. Im Jahr 1979 wurde sie in die Ruhmeshalle des internationalen Schwimmsports aufgenommen.